# Huge-LQG

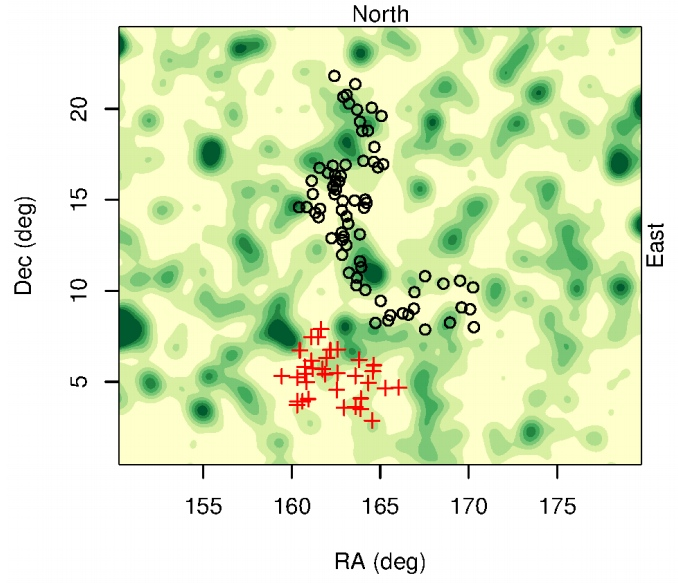
Mappa dello Huge-LQG evidenziato dai cerchi neri, adiacente al Clowes–Campusano LQG rappresentato dalle croci rosse. Credit: R.G. Clowes (Università del Lancashire centrale).

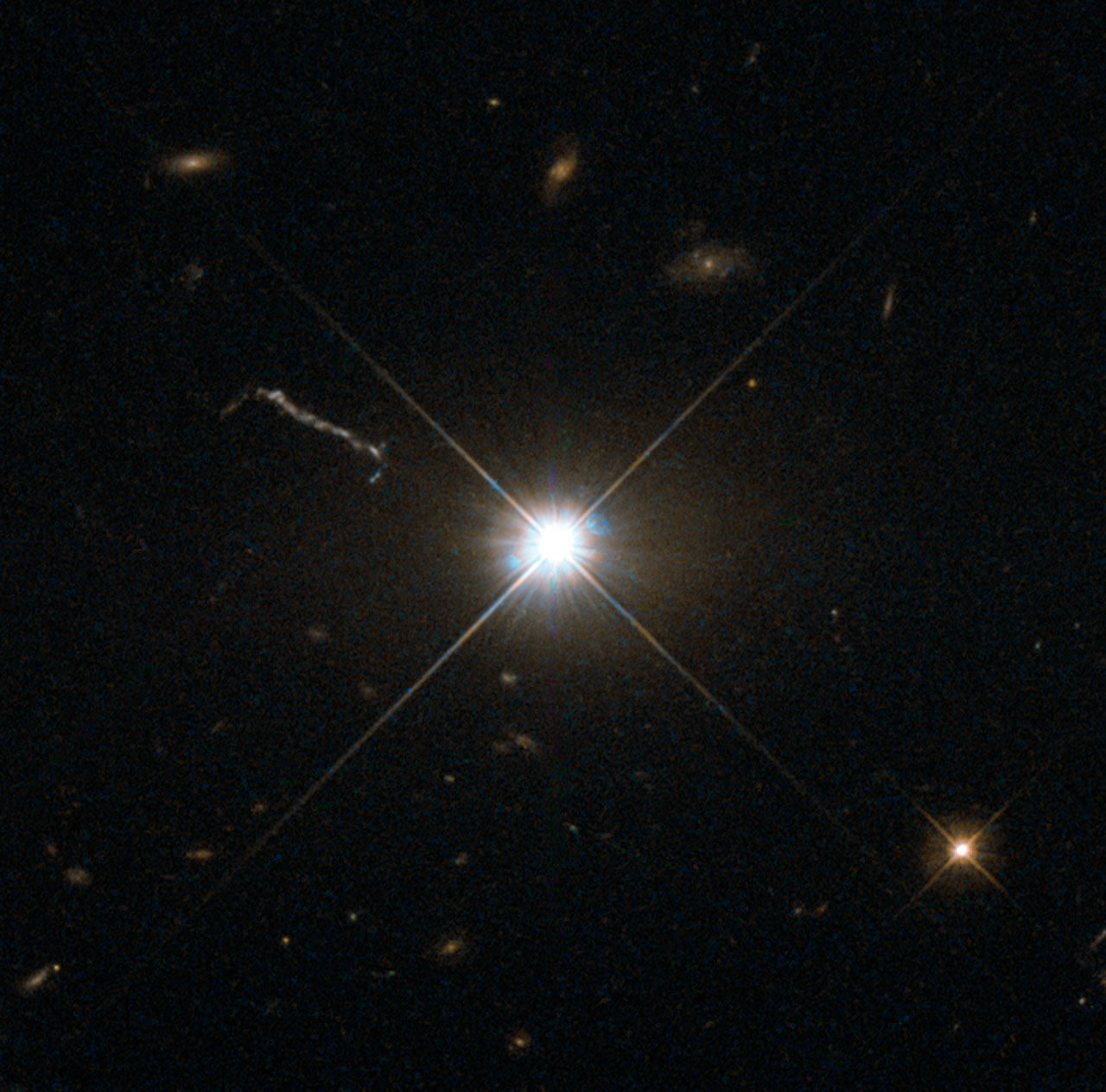
Il quasar 3C 273 (Telescopio spaziale Hubble)

Lo Huge Large Quasar Group (Huge-LQG o U1.27) è una possibile struttura o pseudostruttura, definibile come un grande ammasso di 73 quasar, delle dimensioni di circa 4 miliardi di anni luce. Al momento della sua scoperta è risultato essere la più grande e massiccia struttura conosciuta dell'universo osservabile, sebbene sia stato superato dalla NQ2-NQ4 GRB overdensity (impropriamente chiamata Grande Muraglia di Ercole-Corona Boreale) che risulterebbe delle dimensioni di 10 miliardi di anni luce. Tuttavia sono sorti dubbi sulla reale esistenza di questa struttura (vedi in seguito la sezione Controversie).

## La scoperta
Roger G. Clowes, unitamente ai colleghi della Università del Lancashire Centrale di Preston, Regno Unito, l'11 gennaio 2013 riportò la scoperta di un gruppo di quasar in direzione della costellazione del Leone, utilizzando i dati del catalogo DR7QSO facenti parte dello Sloan Digital Sky Survey, la maggiore tra le indagini in “multi-imaging” e redshift spettroscopico. Lo Huge-LQG sarebbe risultato la più grande struttura conosciuta dell'universo osservabile. La scoperta risaliva al novembre 2012 e furono necessari due mesi di verifiche prima di annunciarla pubblicamente, notizia che ha avuto risonanza mondiale ricevendo un'enorme attenzione da parte della comunità scientifica.

## Caratteristiche
Le dimensioni dello Huge-LQG sono state stimate in 1,24 Gigaparsec di lunghezza per 640 e 370 Megaparsec nelle altre due dimensioni, comprendendo 73 quasar. I quasar sono nuclei galattici attivi molto luminosi sostenuti da buchi neri supermassicci che si accrescono di materia. Dal momento che i quasar sono stati scoperti solo in regioni dense dell'universo, possono essere utilizzati per la ricerca delle zone a maggiore densità. Huge-LQG ha una massa complessiva di 6,1 x 1018 masse solari, ed è noto anche come U1.27 per il suo redshift di z=1,27 che equivale a 9 miliardi di anni luce (distanza percorsa dalla luce per giungere alla Terra).
Huge-LQG dista 615 Mpc dal Clowes-Campusano LQG (U1.28), un gruppo di 34 quasar anch'esso scoperto da Roger G. Clowes nel 1991.

## Principio cosmologico
Con l'annuncio di Clowes sulla scoperta di Huge-LQG si sottolineava anche che tale struttura era in contraddizione con il principio cosmologico il quale implica che, su scale sufficientemente grandi, l'universo è sostanzialmente omogeneo, vale a dire le fluttuazioni statistiche di densità della materia nelle varie regioni dell'universo sono minime. Tuttavia esistono differenti definizioni riguardo l'omogeneità dell'universo, sulla base delle quali queste fluttuazioni potrebbero essere considerate sufficientemente piccole, e l'appropriata definizione dipende dal contesto nella quale è adoperata. Jaswant Yadav et al. hanno suggerito una definizione di scala di omogeneità basata sulla dimensione frattale dell'universo, concludendo che, in accordo con questa definizione, il limite superiore dovrebbe essere posto a 260 /h Mpc. Altri studi ha fissato limiti compresi tra 70 e 130/h Mpc.
Lo Sloan Great Wall, un filamento di galassie scoperto nel 2003, ha una lunghezza di 423 Mpc, quindi già più ampia rispetto ai parametri di omogeneità.
Ma lo Huge-LQG è ben tre volte più lungo e due volte più largo dei limiti superiori ipotizzati da Yadav, e ciò rappresenta una sfida alla nostra comprensione dell'universo su larga scala. Tuttavia, partendo dall’esistenza di funzioni di correlazione (funzione che descrive la distribuzione delle galassie) ad ampio raggio, è plausibile che nella distribuzione delle galassie si possano trovare strutture che si estendono dimensionalmente oltre i parametri fissati dalla scala di omogeneità.

## Controversie
Seshadri Nadathur dell'Università di Bielefeld ha effettuato uno studio ancora più approfondito sullo Huge-LQG dimostrando, contrariamente a quanto affermato da Clowes, che nella sua nuova mappa non vi è alcun raggruppamento di quasar nelle vicinanze di Huge-LQG. La mappa è simile a quella creata da Clowes ma include tutti i quasar di quella regione. Dopo aver effettuato numerose analisi statistiche sui dati dei quasar, sulle variazioni estreme nella composizione e forma dello Huge-LQG, ha determinato la probabilità che le dimensioni dello Huge-LQG possano verificarsi casualmente. Con questo metodo ha ottenuto circa 10.000 regioni sostanzialmente identiche a quella studiata da Clowes con una distribuzione casuale di quasar. I dati supportano lo studio di Yadav sulla scala di omogeneità, e non si verrebbe ad infrangere il principio cosmologico. Lo studio inoltre sottolinea che l’algoritmo utilizzato da Clowes per identificare lo Huge-LQG, se impiegato per correlare altri quasar, produce più di un migliaio di ammassi identici allo Huge-LQG.
Anche se i quasar possono costituire regioni dense dell'Universo, si deve tuttavia notare che tutti i quasar hanno una distribuzione uniforme, vale a dire, una concentrazione di un quasar per pochi milioni di anni luce, rendendo molto improbabile il loro ruolo alla costituzione di strutture. Quindi, a seguito di quanto dimostrato da Nadathur, l’identificazione dello Huge-LQG potrebbe essere il risultato di un “falso positivo” o di errori di identificazione, conducendo alla conclusione che non si tratta di una struttura vera e propria. Peraltro sono sorti anche altri dubbi sui metodi di studio utilizzati per la scoperta e anche gli altri LQG della regione potrebbero non costituire una struttura. Tuttavia la scoperta di Clowes potrebbe trovare supporto con i dati delle linee di assorbimento del Mg II (gas di magnesio ionizzato, comunemente utilizzato per sondare galassie remote). Il gas di Mg II suggerisce che lo Huge-LQG sia associato ad incremento della massa, piuttosto che ad un “falso positivo”,  punto che non era stato preso in considerazione nello studio di Nadathur.
Un altro apporto allo Huge-LQG è venuto dal più recente lavoro di Hutsemékers del settembre 2014, che ha misurato la polarizzazione dei quasar nella struttura, rilevando una significativa correlazione dei vettori della polarizzazione su scale maggiori di 500 Mpc.